# La figlia del capitano (miniserie televisiva 1965)
La figlia del capitano è uno sceneggiato televisivo Rai del 1965 diretto da Leonardo Cortese, su sceneggiatura dello stesso Cortese e di Fulvio Palmieri.
Amedeo Nazzari interpreta lo stesso ruolo da lui già ricoperto nell'omonimo film diretto da Mario Camerini nel 1947.

## Soggetto
Tratto dal romanzo omonimo di Aleksandr Sergeevič Puškin La figlia del capitano, è andato in onda in sei puntate su Rai 2 nella prima serata del mercoledì, dal 19 maggio al 23 giugno.

## Produzione
Gli interni furono girati nel Centro di produzione Rai di Napoli.
Le musiche sono state curate da Piero Piccioni.

## Critica
Secondo l'Enciclopedia della televisione lo sceneggiato, "discostandosi dalla laconica sobrietà dell'originale, enfatizza la narrazione degli avvenimenti" e, pur finendo per assumere almeno a tratti un aspetto da colossal, "raggiunge nel complesso esiti felici espressivi".